# Records du Stade lavallois
Cet article détaille les records du Stade lavallois.

## Records individuels

### Joueurs les plus capés
Le tableau ci-dessous présente les dix joueurs du Stade lavallois ayant joué le plus grand nombre de matches en compétitions officielles en équipe première depuis l'accession du club au championnat de France amateur en 1964.
Les compétitions prises en compte sont les suivantes : championnat, Coupe de France, Coupe de la Ligue, Coupe d'été, Coupe de l'Ouest et Coupe d'Europe.
| Joueur             | Matchs | Saisons                  |
| Mickaël Buzaré     | 367    | 1998-2010                |
| Christophe Ferron  | 365    | 1990-1999 puis 2003-2005 |
| Alain Desgages     | 363    | 1964-1979                |
| Jean-Marc Miton    | 349    | 1978-1989                |
| Guilherme Mauricio | 318    | 1999-2006 puis 2008-2009 |
| Anthony Gonçalves  | 304    | 2007-2016 puis 2022-     |
| Lionel Lamy        | 303    | 1968-1978                |
| Stéphane Osmond    | 289    | 1981-1987 puis 1988-1995 |
| Arnaud Balijon     | 264    | 2006-2013                |
| Kévin Perrot       | 250    | 2010-2019 puis 2021-     |

### Meilleurs buteurs
Le tableau ci-dessous présente les dix joueurs du Stade lavallois ayant marqué le plus grand nombre de buts en compétitions officielles en équipe première depuis la saison 1963-1964 en DH.
Les compétitions prises en compte sont les suivantes : championnat, Coupe de France, Coupe de la Ligue, Coupe d'été, Coupe de l'Ouest et Coupe d'Europe.
| Joueur               | Buts | D1 | D2/L2 | Nat/CFA/DH | Coupes | Saisons                  |
| Jean-François Fort   | 128  |    | 9     | 99         | 20     | 1963-1972                |
| Guilherme Mauricio   | 102  |    | 79    | 7          | 16     | 1999-2006 puis 2008-2009 |
| Uwe Krause           | 67   | 55 |       |            | 12     | 1980-1983                |
| Georg Tripp          | 64   |    | 54    |            | 10     | 1973-1976                |
| Moussa Dabo          | 48   |    | 3     | 37         | 8      | 1966-1972                |
| Patrick Delamontagne | 44   | 39 |       |            | 5      | 1978-1980 puis 1984-1987 |
| Alain Lemieuvre      | 44   |    | 12    | 25         | 7      | 1966-1974                |
| Samuel Lobé          | 40   |    | 32    |            | 8      | 1994-1996                |
| Jacques Gautier      | 38   |    | 7     | 28         | 3      | 1966-1972                |
| Franck Vandecasteele | 37   |    | 30    |            | 7      | 1991-1994                |

### Récapitulatif
| Intitulé du record                                                | Joueur                                                  | Record                  | Saison(s)        |
|                                                                   |                                                         |                         |                  |
| Meilleur buteur en compétition officielle avec le Stade lavallois | Jean-François Fort                                      | 128 buts                | 1963-1972        |
| Meilleur buteur en D1 avec le Stade lavallois                     | Uwe Krause                                              | 55 buts                 | 1980-1983        |
| Meilleur buteur en coupes d'Europe avec le Stade lavallois        | José Souto, Oumar Sène, Jean-Marc Miton, Éric Stefanini | 1 but                   | 1983-1984        |
| Matchs disputés en compétition officielle avec le Stade lavallois | Mickaël Buzaré                                          | 367 matchs              | 1998-2010        |
| Matchs disputés en D1 avec le Stade lavallois                     | Jean-Marc Miton                                         | 304 matchs              | 1978-1989        |
| Joueur le plus âgé                                                | Lionel Cappone                                          | 38 ans, 3 mois et 11 j. | 10 mai 2017      |
| Joueur le plus jeune                                              | Mouzer                                                  | 15 ans et 6 mois        | 11 déc. 1966     |
| Transfert record (achat)                                          | Ghislain Gimbert                                        | 300 k €                 | intersaison 2010 |
| Transfert record (vente)                                          | Nordi Mukiele                                           | 1,5 M €                 | janvier 2017     |

## Records collectifs
Le tableau suivant présente les records collectifs du Stade lavallois.
| Intitulé du record                              | Record                      | Saison(s) |
| Victoire record en D1 à domicile                | 5-1 contre Paris FC         | 1978-1979 |
| Victoire record en Coupes d'Europe à domicile   | 1-0 contre Dynamo Kiev      | 1983-1984 |
| Victoire record en D1 à l'extérieur             | 4-1 à Metz                  | 1979-1980 |
| Défaite record en D1 à domicile                 | 0-5 contre FC Nantes        | 1978-1979 |
| Défaite record en D1 à l'extérieur              | 8-0 à Lille                 | 1988-1989 |
| Défaite record en Coupes d'Europe à l'extérieur | 2-0 contre l'Austria Vienne | 1983-1984 |

## Affluences
- La meilleure affluence enregistrée au Stade Francis-Le-Basser pour un match du Stade lavallois fut de 20 849 spectateurs le 24 août 1979 contre Saint-Étienne.
- La meilleure affluence moyenne est enregistrée lors de la saison 1976-1977, la première du club en D1[6].